# Термінал ЗПГ Ліворно
Термінал ЗПГ Ліворно –  італійський інфраструктурний об’єкт для прийому зрідженого природного газу (ЗПГ).
Проект у Ліворно, який ввели в дію у 2013 році, став третім італійським терміналом для прийому ЗПГ (після комплексів Панігаглія та Адріатік) та першим, для якого зробили вибір на користь плавучого регазифікаційного терміналу, що потребувало менше капітальних інвестицій та часу на створення у порівнянні зі стаціонарним об’єктом.
За два десятки кілометрів від узбережжя Тоскани в районі з глибиною моря 120 метрів облаштували швартовочно-розвантажувальний комплекс. Біля нього повинна постійно знаходитись плавуча установка зі зберігання та регазифікації, що здатна прйимати партії ЗПГ із газовозів ємністю від 65 до 180 тис м3.
Регазифікована продукція під тиском до 8,5 МПа подається у трубопровід, яким розвантажувальний комплекс з’єднали із точкою входу до газотранспортної мережі Італії. Газопровід має діаметр 800 мм та довжину 36,5 км, з яких 29,5 км припадає на морську ділянку, 5 км прокладено протиповеневим каналом Scolmatore dell'Arno (регулює стік річки Арно), а ще 2 км прямують по суходолу. Труби занурені у траншею не менш ніж на 2 метра, при цьому на ділянці каналу цей показник становить 6 метрів, що має забезпечити безперешкодне проведення днопоглиблювальних робіт в межах ймовірного проекту зі створення судового ходу. Неподалік від входу до Scolmatore dell'Arno траса газопроводу перетинається із Canale dei Navicelli, що сполучає Пізу із гаванню Ліворно. З міркувань безпеки в цьому місці за допомогою спрямованого горизонтального буріння спорудили бетонований тунель, через який і пропустили трубу.
Під проект придбали плавучу установку FSRU Toscana, яку отримали шляхом модернізації на верфі Dubai Drydocks танкеру «Golar Frost». Це судно може регазифікувати 14,3 млн м3 на добу та має резервуари для зберігання ЗПГ загальною ємністю 137500 м3. Його також обладнали установкою з отримання азоту, домішуванням якого до природного газу регулюють калорійність.
На момент запуску у грудні 2013-го ліцензована потужність терміналу становила 3,75 млрд м3 на рік.
Склад учасників проекту багаторазово змінювався. На момент запуску терміналу це були італійська Iren Group (46.79%), німецький енергетичний концерн E.ON (46,79%), норвезький судноплавний холдинг Golar (2,69%) та OLT Energy Toscana (3,73%). В подальшому OLT Energy Toscana остаточно вибула з числа учасників, а Iren Group та німецький інвестор збільшили свої долі до 49,07% та 48,24% відповідно. Після поділу E.ON учасником проекту стала німецька Uniper, яка в 2019-му поступилась своєю долею австралійському інвестиційному фонду First State Investments. Що стосується частки Iren Group, то її в 2020-му придбав оператор італійської газотранспортної системи Snam.